# SAMV (algorisme)
SAMV (variancia mínima asimptòtica dispersa iterativa) és un algorisme de superresolució sense paràmetres per al problema lineal invers en estimació espectral, estimació de la direcció d'arribada (DOA) i reconstrucció tomogràfica amb aplicacions en processament de senyals, imatge mèdica. i teledetecció. El nom va ser encunyat l'any 2013 per emfatitzar la seva base en el criteri de variància mínima asimptòtica (AMV). És una eina poderosa per a la recuperació tant de les característiques d'amplitud com de freqüència de múltiples fonts altament correlacionades en entorns difícils (per exemple, nombre limitat d'instantànies i baixa relació senyal-soroll). Les aplicacions inclouen radar d'obertura sintètica,   exploració de tomografia computada i imatges de ressonància magnètica (MRI).

## Definició
La formulació de l'algorisme SAMV es presenta com un problema invers en el context de l'estimació de DOA. Suposem que un {\displaystyle M} -Element de recepció de matriu lineal uniforme (ULA). {\displaystyle K} senyals de banda estreta emesos des de fonts situades en llocs {\displaystyle \mathbf {\theta } =\{\theta _{a},\ldots ,\theta _{K}\}}, respectivament. Els sensors de l'ULA s'acumulen {\displaystyle N} instantànies durant un temps determinat. El {\displaystyle M\times 1} els vectors d'instantània dimensionals són
{\displaystyle \mathbf {y} (n)=\mathbf {A} \mathbf {x} (n)+\mathbf {e} (n),n=1,\ldots ,N}
on {\displaystyle \mathbf {A} =[\mathbf {a} (\theta _{1}),\ldots ,\mathbf {a} (\theta _{K})]} és la matriu de direcció, {\displaystyle {\bf {x}}(n)=[{\bf {x}}_{1}(n),\ldots ,{\bf {x}}_{K}(n)]^{T}} conté les formes d'ona font, i {\displaystyle {\bf {e}}(n)} és el terme de soroll. Suposem això {\displaystyle \mathbf {E} \left({\bf {e}}(n){\bf {e}}^{H}({\bar {n}})\right)=\sigma {\bf {I}}_{M}\delta _{n,{\bar {n}}}}, on {\displaystyle \delta _{n,{\bar {n}}}} és el delta de Dirac i és igual a 1 només si {\displaystyle n={\bar {n}}} i 0 en cas contrari. Suposem també això {\displaystyle {\bf {e}}(n)} i {\displaystyle {\bf {x}}(n)} són independents, i això {\displaystyle \mathbf {E} \left({\bf {x}}(n){\bf {x}}^{H}({\bar {n}})\right)={\bf {P}}\delta _{n,{\bar {n}}}}, on {\displaystyle {\bf {P}}=\operatorname {Diag} ({p_{1},\ldots ,p_{K}})}. Deixa {\displaystyle {\bf {p}}} ser un vector que conté les potències del senyal desconegudes i la variància del soroll, {\displaystyle {\bf {p}}=[p_{1},\ldots ,p_{K},\sigma ]^{T}}.
La matriu de covariància de {\displaystyle {\bf {y}}(n)} que conté tota la informació sobre {\displaystyle {\boldsymbol {\bf {p}}}} és
{\displaystyle {\bf {R}}={\bf {A}}{\bf {P}}{\bf {A}}^{H}+\sigma {\bf {I}}.}
Aquesta matriu de covariància es pot estimar tradicionalment mitjançant la matriu de covariància de la mostra {\displaystyle {\bf {R}}_{N}={\bf {Y}}{\bf {Y}}^{H}/N} on {\displaystyle {\bf {Y}}=[{\bf {y}}(1),\ldots ,{\bf {y}}(N)]}. Després d'aplicar l'operador de vectorització a la matriu {\displaystyle {\bf {R}}}, el vector obtingut {\displaystyle {\bf {r}}({\boldsymbol {\bf {p}}})=\operatorname {vec} ({\bf {R}})} està relacionat linealment amb el paràmetre desconegut {\displaystyle {\boldsymbol {\bf {p}}}} com
{\displaystyle {\bf {r}}({\boldsymbol {\bf {p}}})=\operatorname {vec} ({\bf {R}})={\bf {S}}{\boldsymbol {\bf {p}}}} ,
on {\displaystyle {\bf {S}}=[{\bf {S}}_{1},{\bar {\bf {a}}}_{K+1}]}, {\displaystyle {\bf {S}}_{1}=[{\bar {\bf {a}}}_{1},\ldots ,{\bar {\bf {a}}}_{K}]}, {\displaystyle {\bar {\bf {a}}}_{k}={\bf {a}}_{k}^{*}\otimes {\bf {a}}_{k}}, {\displaystyle k=1,\ldots ,K}, i deixar {\displaystyle {\bar {\bf {a}}}_{K+1}=\operatorname {vec} ({\bf {I}})} on {\displaystyle \otimes } és el producte Kronecker.

## Algorisme SAMV
Per estimar el paràmetre {\displaystyle {\boldsymbol {\bf {p}}}} de l'estadística {\displaystyle {\bf {r}}_{N}}, desenvolupem una sèrie d'enfocaments SAMV iteratius basats en el criteri de variància mínima asimptòtica. A partir de,  la matriu de covariància {\displaystyle \operatorname {Cov} _{\boldsymbol {p}}^{\operatorname {Alg} }} d'un estimador coherent arbitrari de {\displaystyle {\boldsymbol {p}}} basat en l'estadística de segon ordre {\displaystyle {\bf {r}}_{N}} està limitat per la matriu definida positiva simètrica real
{\displaystyle \operatorname {Cov} _{\boldsymbol {p}}^{\operatorname {Alg} }\geq [{\bf {S}}_{d}^{H}{\bf {C}}_{r}^{-1}{\bf {S}}_{d}]^{-1},}
on {\displaystyle {\bf {S}}_{d}={\rm {d}}{\bf {r}}({\boldsymbol {p}})/{\rm {d}}{\boldsymbol {p}}}. A més, aquest límit inferior s'aconsegueix mitjançant la matriu de covariància de la distribució asimptòtica de {\displaystyle {\hat {\bf {p}}}} obtingut minimitzant,
{\displaystyle {\hat {\boldsymbol {p}}}=\arg \min _{\boldsymbol {p}}f({\boldsymbol {p}}),}
on {\displaystyle f({\boldsymbol {p}})=[{\bf {r}}_{N}-{\bf {r}}({\boldsymbol {p}})]^{H}{\bf {C}}_{r}^{-1}[{\bf {r}}_{N}-{\bf {r}}({\boldsymbol {p}})].}
Per tant, l'estimació de {\displaystyle {\boldsymbol {\bf {p}}}} es pot obtenir de manera iterativa.
El {\displaystyle \{{\hat {p}}_{k}\}_{k=1}^{K}} i {\displaystyle {\hat {\sigma }}} que minimitzen {\displaystyle f({\boldsymbol {p}})} es pot calcular de la següent manera. Suposem {\displaystyle {\hat {p}}_{k}^{(i)}} i {\displaystyle {\hat {\sigma }}^{(i)}} s'han aproximat fins a un cert grau en el {\displaystyle i} iteració, es poden refinar al {\displaystyle (i+1)} la iteració de,
{\displaystyle {\hat {p}}_{k}^{(i+1)}={\frac {{\bf {a}}_{k}^{H}{\bf {R}}^{-1{(i)}}{\bf {R}}_{N}{\bf {R}}^{-1{(i)}}{\bf {a}}_{k}}{({\bf {a}}_{k}^{H}{\bf {R}}^{-1{(i)}}{\bf {a}}_{k})^{2}}}+{\hat {p}}_{k}^{(i)}-{\frac {1}{{\bf {a}}_{k}^{H}{\bf {R}}^{-1{(i)}}{\bf {a}}_{k}}},\quad k=1,\ldots ,K}
{\displaystyle {\hat {\sigma }}^{(i+1)}=\left(\operatorname {Tr} ({\bf {R}}^{-2^{(i)}}{\bf {R}}_{N})+{\hat {\sigma }}^{(i)}\operatorname {Tr} ({\bf {R}}^{-2^{(i)}})-\operatorname {Tr} ({\bf {R}}^{-1^{(i)}})\right)/{\operatorname {Tr} {({\bf {R}}^{-2^{(i)}})}},}
on l'estimació de {\displaystyle {\bf {R}}} a la {\displaystyle i} la iteració ve donada per {\displaystyle {\bf {R}}^{(i)}={\bf {A}}{\bf {P}}^{(i)}{\bf {A}}^{H}+{\hat {\sigma }}^{(i)}{\bf {I}}} amb {\displaystyle {\bf {P}}^{(i)}=\operatorname {Diag} ({\hat {p}}_{1}^{(i)},\ldots ,{\hat {p}}_{K}^{(i)})}.

## Aplicació a la imatge Doppler de rang

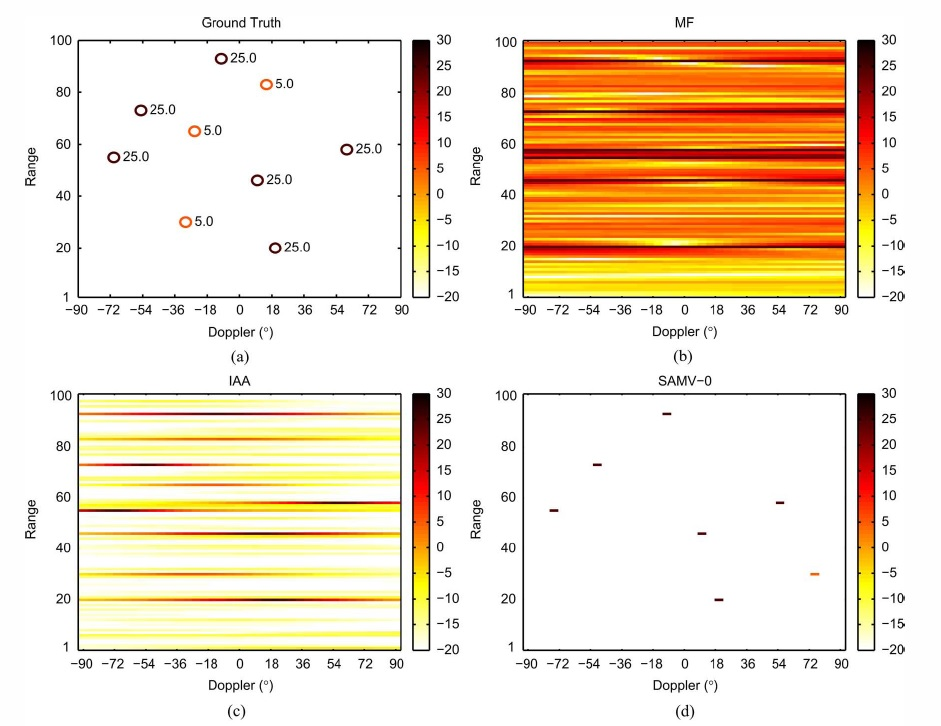
Comparació dels resultats d'imatge Doppler del rang SISO amb tres objectius de 5 dB i sis de 25 dB. (a) veritat terrestre, (b) filtre coincident (MF), (c) algorisme IAA, (d) algorisme SAMV-0. Tots els nivells de potència estan en dB. Tant els mètodes MF com IAA tenen una resolució limitada respecte a l'eix doppler. SAMV-0 ofereix una resolució superior tant en termes d'abast com de doppler.

Una aplicació típica amb l'algoritme SAMV en el problema d'imatge Doppler de radar / sonar SISO. Aquest problema d'imatge és una aplicació d'una sola instantània, i s'inclouen algorismes compatibles amb l'estimació d'una sola instantània, és a dir, filtre coincident (MF, similar al periodograma o retroprojecció, que sovint s'implementa de manera eficient com a transformada ràpida de Fourier (FFT)), IAA.,  i una variant de l'algorisme SAMV (SAMV-0). Les condicions de simulació són idèntiques a:  A {\displaystyle 30} El codi P3 de compressió de pols polifàsic d'elements s'utilitza com a pols transmès i es simulen un total de nou objectius en moviment. De tots els objectius mòbils, tres són de {\displaystyle 5} dB de potència i la resta de sis són de {\displaystyle 25} dB de potència. Se suposa que els senyals rebuts estan contaminats amb un soroll gaussià blanc uniforme {\displaystyle 0} dB de potència.
El resultat de detecció del filtre coincident pateix efectes greus de taques i fuites tant en el domini Doppler com en el rang, per tant, és impossible distingir el {\displaystyle 5} objectius dB. Per contra, l'algoritme IAA ofereix resultats d'imatge millorats amb estimacions de rang objectiu observables i freqüències Doppler. L'enfocament SAMV-0 proporciona un resultat molt escàs i elimina completament els efectes de difuminació, però passa a faltar el dèbil. {\displaystyle 5} objectius dB.

## Implementació de codi obert
Es pot descarregar aquí una implementació de codi obert de MATLAB de l'algorisme SAMV.